# Kandidatenturnier Toronto 2024

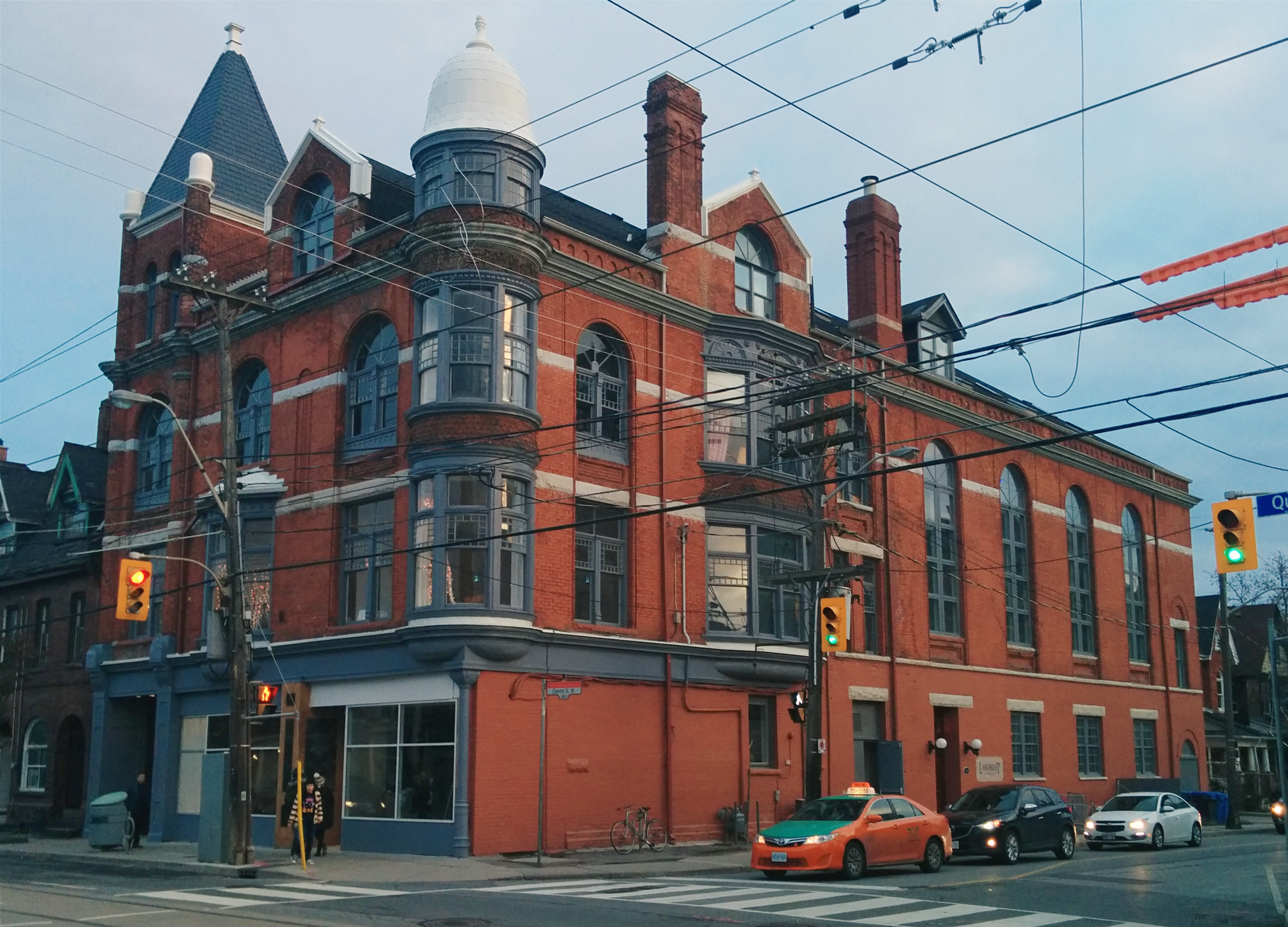
Great Hall Toronto (November 2016)

Das Kandidatenturnier 2024 war ein Schachturnier, bei dem der Herausforderer des Titelverteidigers Ding Liren in der Schachweltmeisterschaft 2024 ermittelt wurde. Es fand vom 3. bis 22. April 2024 im kanadischen Toronto statt. Austragungsort war die Great Hall, ein 1889 erbautes und 2016 restauriertes Veranstaltungshaus.
Es nahmen acht Spieler daran teil, darunter drei Inder, zwei US-Amerikaner und je ein Spieler aus Frankreich, Aserbaidschan und Russland. Gewonnen wurde das Turnier vom jüngsten Teilnehmer, dem erst 17-jährigen Inder D. Gukesh. Er ist damit der jüngste Herausforderer in der Geschichte der Schachweltmeisterschaften.

## Qualifikation
Die acht Plätze für das Kandidatenturnier wurden auf folgenden Wegen vergeben:
- der Verlierer der Schachweltmeisterschaft 2023
- drei Plätze über den Weltpokal 2023
- zwei Plätze über das Grand Swiss 2023
- ein Platz über den FIDE Circuit 2023
- der Weltranglistenbeste vom Januar 2024, der nicht schon anderweitig qualifiziert ist

Der nach dem K.-o.-System ausgetragene Schach-Weltpokal stellte erstmals seit dem Kandidatenturnier London 2013 nicht nur zwei, sondern drei Kandidaten. Damit war das „kleine Finale“ um Platz 3 ausschlaggebend für den dritten Qualifikationsplatz.
Die Turnierserie des FIDE Grand Prix, durch den in den vergangenen fünf Kandidatenturnieren jeweils zwei Teilnehmer ermittelt wurden, wurde nach dem Auslaufen des Vertrages zwischen der FIDE und dem kommerziellen Ausrichter WorldChess abgeschafft. Zwei von der FIDE im Mai 2022 angekündigte Qualifikationsplätze für die Top-Platzierten der Grand Chess Tour kamen nicht zustande, ohne dass die FIDE den Grund für die Änderung bekannt gab. Jedoch wurden im Folgenden alle Turniere der Tour in den FIDE Circuit aufgenommen.

## Teilnehmer
| Spieler                | Qualifikationsweg                                     | Alter a | Elo-Zahl a | Platz Weltrangliste a |
| ---------------------- | ----------------------------------------------------- | ------- | ---------- | --------------------- |
| Jan Nepomnjaschtschi   | Verlierer der Schachweltmeisterschaft 2023            | 33      | 2758       | 7                     |
| R. Praggnanandhaa      | Zweitplatzierter beim Schach-Weltpokal 2023           | 18      | 2747       | 14                    |
| Fabiano Caruana        | Drittplatzierter beim Schach-Weltpokal 2023           | 31      | 2803       | 2                     |
| Nicat Abasov           | Viertplatzierter beim Schach-Weltpokal 2023 b         | 28      | 2632       | 114                   |
| Santosh Gujrathi Vidit | Sieger des FIDE Grand Swiss Tournament 2023           | 29      | 2727       | 25                    |
| Hikaru Nakamura        | Zweitplatzierter des FIDE Grand Swiss Tournament 2023 | 36      | 2789       | 3                     |
| D. Gukesh              | Zweitplatzierter des FIDE Circuit 2023 c              | 17      | 2743       | 16                    |
| Alireza Firouzja       | Weltrangliste (Januar 2024)                           | 20      | 2760       | 6                     |

Für das Kandidatenturnier qualifizierten sich acht Spieler:
- Jan Nepomnjaschtschi: Der 33-jährige Russe und Vizeweltmeister, der wegen des Angriffskrieges seines Heimatlandes gegen die Ukraine auf Beschluss der FIDE[5] unter neutraler Flagge antreten musste, war als Unterlegener der Schachweltmeisterschaft 2023 gesetzt. Mit einer Elo-Zahl von 2758 belegte er bei Turnierbeginn Platz 7 der Weltrangliste. Es war nach 2020/21 und 2022 bereits seine dritte Teilnahme. Aus beiden vorangegangenen Kandidatenturnieren ging er als Sieger hervor. Die Weltmeisterschaftswettkämpfe verlor er jedoch gegen Magnus Carlsen 2021 bzw. gegen Ding Liren 2023.
- R. Praggnanandhaa aus Indien hatte sich durch seinen zweiten Platz beim Schach-Weltpokal 2023 für das Kandidatenturnier qualifiziert. Mit einer Elozahl von 2747 belegte der 18-jährige Schachspieler Platz 14 der Weltrangliste. Es war seine erste Teilnahme an einem Kandidatenturnier.
- Der US-Amerikaner Fabiano Caruana, der als Dritter des Schach-Weltpokals ins Rennen ging, nahm bereits zum fünften Mal an einem Kandidatenturnier teil. Im Jahre 2018 in Berlin hatte er das Turnier gewonnen, war dann aber im Weltmeisterschafts-Wettkampf 2018 Magnus Carlsen knapp unterlegen. Der 31-Jährige hatte bei Turnierbeginn mit 2803 Elo-Punkten die höchste Wertzahl des Teilnehmerfeldes und belegte Platz zwei der Weltrangliste hinter Magnus Carlsen und noch vor dem aktuellen Weltmeister Ding Liren.
- Da der Sieger des Weltpokals Magnus Carlsen auf eine Teilnahme verzichtete,[3] rückte für ihn der Viertplatzierte Nicat Abasov nach. Dem 28-jährigen Aserbaidschaner wurden als Nummer 114 der Weltrangliste (Elo: 2632) von vielen Experten nur Außenseiterchancen eingeräumt, obwohl er beim Weltpokal mit Anish Giri und Vidit Gujrathi zwei Mitfavoriten besiegt hatte.
- Der Gewinner des Grand Swiss 2023 Vidit Gujrathi aus Indien reiste ebenso wie seine beiden Landsleute zum ersten Mal zu einem Kandidatenturnier an. Mit einer Elo-Zahl von 2727 (Platz 25 der Weltrangliste) wurde er zwar etwas schwächer eingestuft als Praggnanandhaa und Gukesh; mit 29 Jahren war er allerdings deutlich erfahrener.
- Hikaru Nakamura, der Zweitplatzierte des Grand Swiss 2023, war mit 36 Jahren der älteste Teilnehmer des Turniers. Für den Amerikaner war es nach einem siebten Platz 2016 in Moskau und einem vierten Platz 2022 in Madrid bereits das dritte Kandidatenturnier. Zwischenzeitlich hatte er sich teilweise aus dem Wettkampfschach zurückgezogen und sich verstärkt auf seine Tätigkeit als Streamer fokussiert. Nach der COVID-19-Pandemie startete er jedoch ein Comeback und konnte an frühere Erfolge anknüpfen, sodass er mit einer Elozahl von 2789 (Platz 3 der Weltrangliste) als einer der Favoriten ins Turnier startete.
- Der aus dem Iran stammende Franzose Alireza Firouzja erhielt seinen Teilnahmeplatz aufgrund der besten Elo-Zahl. Am Stichtag (Jahreswechsel 2023/24) belegte er Platz 6 der Weltrangliste.[6] Da alle Spieler vor ihm bereits qualifiziert waren (Caruana, Nakamura, Nepomnjaschtschi), auf eine Teilnahme verzichteten (Carlsen) oder als Weltmeister nicht teilnahmen (Ding), reichte das für die Qualifikation. Die erforderlichen Elo-Punkte erhielt er in einem eher zweitklassigen Open-Turnier in Rouen, das er im Dezember 2023 spielte und mit 7 Punkten aus 7 Partien gewann. Auf diese Weise gelang es ihm in letzter Minute, den zuvor besser platzierten Wesley So zu überholen.[7] Firouzja startete mit 2760 Elo-Punkten ins Turnier. Obwohl erst 20 Jahre alt, war es bereits seine zweite Teilnahme. In Madrid 2022 hatte er den sechsten Platz erreicht.[8]
- Das Feld wurde durch den Inder D. Gukesh komplettiert. Mit 17 Jahren war er der jüngste Teilnehmer. Gukesh hatte sich durch seinen zweiten Platz im FIDE Circuit 2023 für das Kandidatenturnier qualifiziert, da Caruana als Sieger bereits auf anderem Wege qualifiziert war. Mit 2743 Elo-Punkten stand er zu Turnierbeginn auf dem 16. Platz der Weltrangliste.

## Modus
Wie bei den vorherigen Kandidatenturnieren handelte es sich um ein Doppelrundenturnier – das bedeutet, dass in 14 Runden jeder Teilnehmer zwei Partien mit vertauschten Farben gegen jeden anderen Teilnehmer spielte. Hauptschiedsrichter war Aris Marghetis aus Kanada.
Die Bedenkzeit betrug 120 min für die ersten 40 Züge und 30 min für den Rest der Partie mit einem Inkrement von 30 s pro Zug (ab Zug Nr. 41). In den ersten 40 Zügen waren Remisvereinbarungen zwischen den Spielern nicht gestattet. Eine Partie konnte in den ersten 40 Zügen also nur nach Patt, dreimaliger Stellungswiederholung oder durch eine tote Stellung unentschieden enden.
Wie in Schachturnieren allgemein üblich wurden Siege mit einem Punkt und Remisen mit einem halben Punkt gewertet. Der Spieler mit den meisten Punkten gewann das Turnier und qualifizierte sich als Herausforderer für den Weltmeisterschafts-Zweikampf gegen den amtierenden Weltmeister Ding Liren. Im Falle von Punktgleichheit auf dem ersten Platz wären Tie-Breaks zwischen den betroffenen Spielern ausgetragen worden, und zwar zunächst durch Schnellschach-Partien und dann – falls das keine Entscheidung gebracht hätte – durch Blitzpartien. Bei Punktgleichheit auf den weiteren Plätzen wären folgende Kriterien zur Anwendung gekommen: Feinwertung nach Sonneborn-Berger, dann Gesamtzahl der Siege, dann Resultat der Direktpartien zwischen den betroffenen Spielern, und schließlich Losentscheid.
Die Preisgelder betrugen 48.000 €, 36.000 € und 24.000 € für die besten drei Spieler sowie ein Bonus für alle Spieler in Höhe von 3500 € für jeden halben Punkt.

## Verlauf
|   | a | b | c | d | e | f | g | h |   |
| 8 |   |   |   |   |   |   |   |   | 8 |
| 7 |   |   |   |   |   |   |   |   | 7 |
| 6 |   |   |   |   |   |   |   |   | 6 |
| 5 |   |   |   |   |   |   |   |   | 5 |
| 4 |   |   |   |   |   |   |   |   | 4 |
| 3 |   |   |   |   |   |   |   |   | 3 |
| 2 |   |   |   |   |   |   |   |   | 2 |
| 1 |   |   |   |   |   |   |   |   | 1 |
|   | a | b | c | d | e | f | g | h |   |

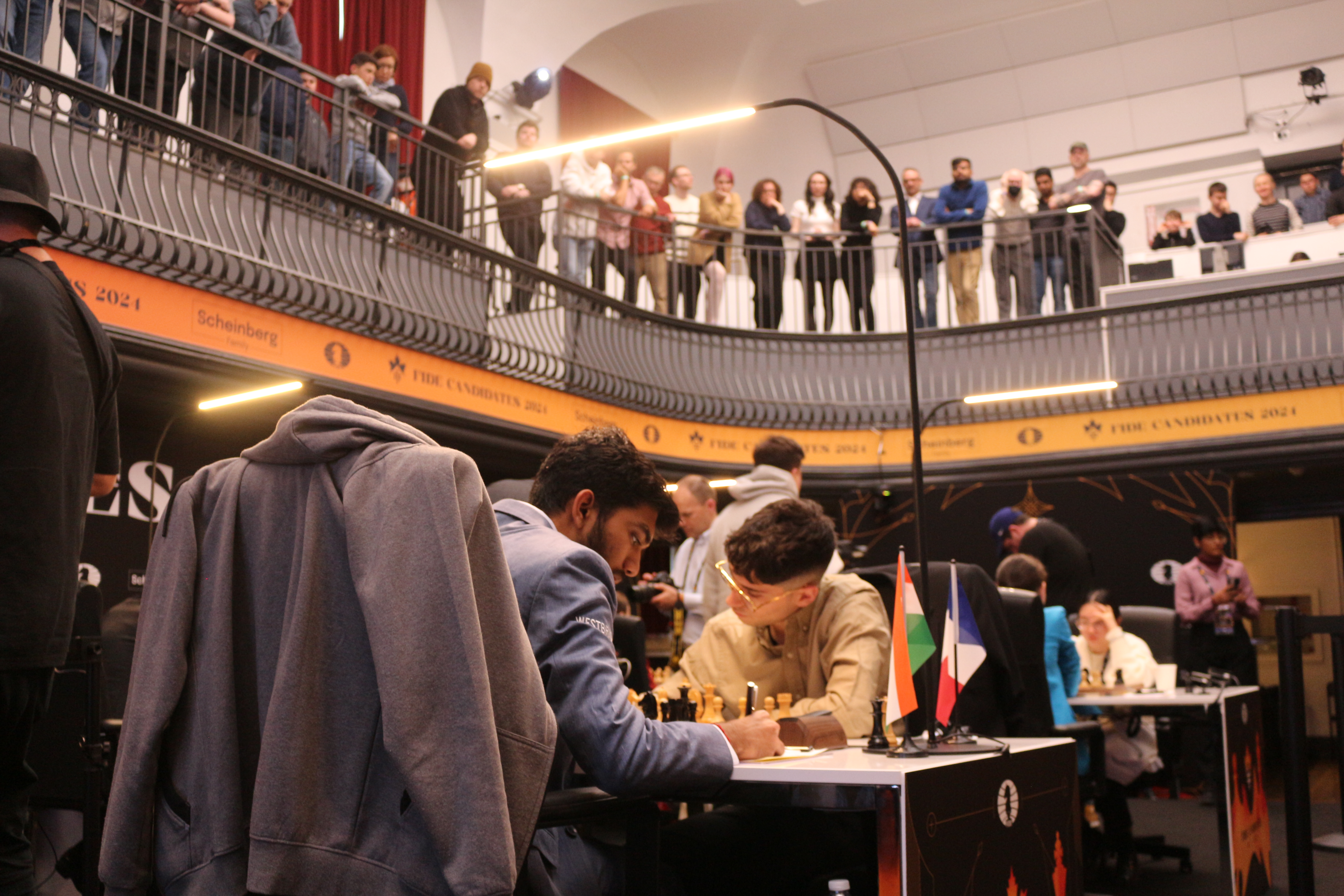
Firouzja – Gukesh (Runde 7)

Nach vier Remispartien in der ersten Runde sahen alle Partien der zweiten Runde einen Sieger. Bemerkenswert war unter anderem Vidits Sieg über Nakamura, der als Schwarzer in der Berliner Verteidigung der Spanischen Partie schon früh von der Theorie abwich und bereits im 11. Zug ein Läuferopfer anbot (siehe Diagramm). Nakamura lehnte das Opfer ab, sah sich aber wegen des unterentwickelten Damenflügels einem starken Angriff ausgesetzt, den er nicht abwehren konnte, sodass er bereits im 29. Zug aufgab. Nach diesem Sieg folgten für Vidit aber zwei Niederlagen gegen Praggnanandhaa und Nepomnjaschtschi. Letzterer spielte in der so genannten „Berliner Mauer“ eine Neuerung (11. g4 nebst 12. Sh2). Vidit verteidigte sich gut, bis er mit 26. … Tb3? seinen Turm ins Abseits stellte und in Nachteil geriet. Durch seinen Sieg in der vierten Runde übernahm Nepomnjaschtschi vorerst die alleinige Führung vor dem ersten Ruhetag.
In der fünften Runde kam es gleich an mehreren Brettern zu Zeitnotdramen. Sowohl Praggnanandhaa als auch Vidit erspielten sich leichte Vorteile mit Weiß, schafften es aber nicht, diese in Zeitnot gegen ihre erfahrenen Gegner Nepomnjaschtschi und Caruana zu verwerten. Noch schlechter erging es Firouzja. In seiner Partie gegen Nakamura erreichte er ein Endspiel, das laut Endspieldatenbanken bei perfektem Spiel remis enden müsste. Doch Firouzja lief die Zeit davon. In der allerletzten Sekunde des Inkrements machte er im 62. Zug den Fehler, der die Niederlage besiegelte. Damit bildeten Firouzja und Abasov das Tabellenende. Dies verfestigte sich in der sechsten Runde durch die Niederlagen von Firouzja gegen Vidit und jene von Abasov gegen Praggnanandhaa. Letzterer bildete nun zusammen mit Caruana die Verfolgergruppe der führenden Nepomniaschtschi und Gukesh.
|   | a | b | c | d | e | f | g | h |   |
| 8 |   |   |   |   |   |   |   |   | 8 |
| 7 |   |   |   |   |   |   |   |   | 7 |
| 6 |   |   |   |   |   |   |   |   | 6 |
| 5 |   |   |   |   |   |   |   |   | 5 |
| 4 |   |   |   |   |   |   |   |   | 4 |
| 3 |   |   |   |   |   |   |   |   | 3 |
| 2 |   |   |   |   |   |   |   |   | 2 |
| 1 |   |   |   |   |   |   |   |   | 1 |
|   | a | b | c | d | e | f | g | h |   |

Die siebte Runde endete mit drei Remisen und einem Sieg von Firouzja gegen Gukesh. Gukesh hatte scharf auf Gewinn gespielt und unter anderem einen Springer für drei Bauern geopfert, um im Endspiel mit seinen Freibauern zu gewinnen, aber den folgenden Königsangriff von Firouzja unterschätzt. In einem Zeitnot-Drama, bei dem beide Spieler zwischenzeitlich weniger als zehn Sekunden auf der Uhr hatten, unterlief Gukesh der entscheidende Fehler, wonach er Matt nicht mehr vermeiden konnte. Hervorzuheben ist auch die Opfer-Partie von Nepomnjaschtschi. Mit 26. … Lxg3! (siehe Diagramm) opferte er seinen Läufer. Nach 27. hxg3 Sf4+ (Springeropfer) 28. gxf4 Dg6+ 29. Kf1 Sg3+ konnte Nepomnjaschtschi schließlich durch eine Gabel die Dame für insgesamt drei Leichtfiguren gewinnen. Trotzdem war er noch immer materiell im Nachteil, da er zuvor bereits die Qualität geopfert hatte. Daher gab sich der Russe mit einem Remis durch Zugwiederholung zufrieden. In Folge lag Nepomniaschtschi wieder allein in Führung.
|   | a | b | c | d | e | f | g | h |   |
| 8 |   |   |   |   |   |   |   |   | 8 |
| 7 |   |   |   |   |   |   |   |   | 7 |
| 6 |   |   |   |   |   |   |   |   | 6 |
| 5 |   |   |   |   |   |   |   |   | 5 |
| 4 |   |   |   |   |   |   |   |   | 4 |
| 3 |   |   |   |   |   |   |   |   | 3 |
| 2 |   |   |   |   |   |   |   |   | 2 |
| 1 |   |   |   |   |   |   |   |   | 1 |
|   | a | b | c | d | e | f | g | h |   |

Es folgte: 32. Kg3 Sh5+ 33. Kh4 Sdf6 (mit der Drohung 34. … g5#) 34. Sxh6 Dh2 35. Sf5 Tf1 36. g4 Txf5! (Turmopfer) 37. exf5 Dg3+ 38. Kg5 Sh7+ 0:1. (Das Matt 39. Kh5 Dxh3# ist erzwungen.)
Nach dem Ruhetag zur Halbzeit des Turniers gelang Gukesh ein schöner Sieg gegen Vidit. Dabei wob er ein Mattnetz für den weißen König, aus dem sich jener nicht befreien konnte (siehe Diagramm). Gukesh wetzte damit die Scharte aus der vorhergehenden Runde aus und zog mit dem führenden Nepomnjaschtschi gleich, der währenddessen gegen den Tabellenletzten Abasov über ein Remis nicht hinauskam. Nakamura schlug Caruana und hatte somit erstmals im Turnier eine positive Bilanz.
In der neunten Runde verlor Nakamura auch die zweite Partie gegen Vidit. Doch dann schloss er durch eine Siegesserie gegen Abasov, Praggnanandhaa und Firouzja zur Spitze auf; Praggnanandhaa verlor durch die Niederlage seinerseits den Anschluss.
Nepomnjaschtschi ging zwischenzeitlich in der elften Runde durch seinen zweiten Sieg gegen Vidit wieder in alleinige Führung. Doch in der zwölften Runde wurde er eingeholt von Nakamura und wiederum von Gukesh, der auch seine zweite Partie gegen Abasov gewann. Auch Caruana holte auf und lag noch 0,5 Punkte hinter den drei Führenden. Damit stand fest, dass der Turniersieg nur mehr zwischen diesen vier Spitzenreitern ausgetragen werden wird.
Gukesh übernahm in der dreizehnten Runde durch einen Sieg gegen Firouzja erstmals die alleinige Führung mit einem halben Punkt Vorsprung. Damit endete eine bemerkenswerte Serie: Jan Nepomnjaschtschi hatte zuvor in allen Runden der Kandidatenturniere, an denen er bis zu diesem Zeitpunkt teilgenommen hatte, in Führung oder zumindest in der Spitzengruppe gelegen, also in insgesamt 36 Runden. Caruana wiederum schlug Praggnanandhaa und konnte seinen Rückstand auf Nakamura und Nepomnjaschtschi aufholen.
|   | a | b | c | d | e | f | g | h |   |
| 8 |   |   |   |   |   |   |   |   | 8 |
| 7 |   |   |   |   |   |   |   |   | 7 |
| 6 |   |   |   |   |   |   |   |   | 6 |
| 5 |   |   |   |   |   |   |   |   | 5 |
| 4 |   |   |   |   |   |   |   |   | 4 |
| 3 |   |   |   |   |   |   |   |   | 3 |
| 2 |   |   |   |   |   |   |   |   | 2 |
| 1 |   |   |   |   |   |   |   |   | 1 |
|   | a | b | c | d | e | f | g | h |   |

Caruana zog 67. Dc6+, was unweigerlich ins Remis führte. Nur 67. De8+! hätte den Sieg noch ermöglicht, nämlich mit der Idee, nach 68. De2+ den Bauern auf h2 zu gewinnen.
In der vierzehnten und letzten Runde kam es zu direkten Duellen unter den Spielern des Spitzenquartetts. Mit einem Sieg hätte Gukesh das Turnier bereits aus eigener Kraft gewinnen können, ein halber Punkt reichte ihm aber sicher für den Tie-Break. Mit Schwarz gelang ihm gegen Nakamura ein ungefährdetes Remis. Parallel dazu kämpften Caruana und Nepomnjaschtschi ebenfalls um den Einzug in den Tie-Break, wobei ein Remis jedoch keinem von beiden reichte. Mit den weißen Figuren erreichte Caruana schließlich ein Endspiel mit einer Qualität mehr. Da aber beide Damen noch auf dem Brett standen, Schwarz noch einen Bauern unmittelbar vor dem Umwandlungsfeld hatte und außerdem ständig mit Dauerschach drohte, war die Stellung äußerst schwierig zu spielen. In der Diagrammstellung unterlief Caruana der entscheidende Fehler. Zwar versuchte er danach noch durch ein Qualitätsopfer Siegchancen zu schaffen, jedoch endete diese Partie nach beidseitiger Bauernumwandlung und insgesamt 109 Zügen remis. Somit wurde Gukesh von keinem Spieler mehr eingeholt und gewann das Turnier mit einem halben Punkt Vorsprung vor Nakamura, Nepomnjaschtschi und Caruana. Alle drei waren punktgleich. Über ihre Reihenfolge entschieden die Sonneborn-Berger-Wertung und dann die Anzahl der erspielten Siege.

## Ergebnisse

### Rundenübersicht
| 1. Runde, 4. April 2024     |                             |     |
| Fabiano Caruana             | Hikaru Nakamura             | ½:½ |
| Nicat Abasov                | Jan Nepomnjaschtschi        | ½:½ |
| Alireza Firouzja            | R. Praggnanandhaa           | ½:½ |
| D. Gukesh                   | Santosh Gujrathi Vidit      | ½:½ |
| 2. Runde, 5. April 2024     |                             |     |
| Hikaru Nakamura (½)         | Santosh Gujrathi Vidit (½)  | 0:1 |
| R. Praggnanandhaa (½)       | D. Gukesh (½)               | 0:1 |
| Jan Nepomnjaschtschi (½)    | Alireza Firouzja (½)        | 1:0 |
| Fabiano Caruana (½)         | Nicat Abasov (½)            | 1:0 |
| 3. Runde, 6. April 2024     |                             |     |
| Nicat Abasov (½)            | Hikaru Nakamura (½)         | ½:½ |
| Alireza Firouzja (½)        | Fabiano Caruana (1½)        | ½:½ |
| D. Gukesh (1½)              | Jan Nepomnjaschtschi (1½)   | ½:½ |
| Santosh Gujrathi Vidit (1½) | R. Praggnanandhaa (½)       | 0:1 |
| 4. Runde, 7. April 2024     |                             |     |
| Hikaru Nakamura (1)         | R. Praggnanandhaa (1½)      | ½:½ |
| Jan Nepomnjaschtschi (2)    | Santosh Gujrathi Vidit (1½) | 1:0 |
| Fabiano Caruana (2)         | D. Gukesh (2)               | ½:½ |
| Nicat Abasov (1)            | Alireza Firouzja (1)        | ½:½ |
| 5. Runde, 9. April 2024     |                             |     |
| Alireza Firouzja (1½)       | Hikaru Nakamura (1½)        | 0:1 |
| D. Gukesh (2½)              | Nicat Abasov (1½)           | 1:0 |
| Vidit (1½)                  | Caruana (2½)                | ½:½ |
| R. Praggnanandhaa (2)       | Jan Nepomnjaschtschi (3)    | ½:½ |
| 6. Runde, 10. April 2024    |                             |     |
| D. Gukesh (3½)              | Hikaru Nakamura (2½)        | ½:½ |
| Santosh Gujrathi Vidit (2)  | Alireza Firouzja (1½)       | 1:0 |
| R. Praggnanandhaa (2½)      | Nicat Abasov (1½)           | 1:0 |
| Jan Nepomnjaschtschi (3½)   | Fabiano Caruana (3)         | ½:½ |
| 7. Runde, 11. April 2024    |                             |     |
| Hikaru Nakamura (3)         | Jan Nepomnjaschtschi (4)    | ½:½ |
| Fabiano Caruana (3½)        | R. Praggnanandhaa (3½)      | ½:½ |
| Nicat Abasov (1½)           | Santosh Gujrathi Vidit (3)  | ½:½ |
| Alireza Firouzja (1½)       | D. Gukesh (4)               | 1:0 |

| 8. Runde, 13. April 2024    |                             |     |
| Hikaru Nakamura (3½)        | Fabiano Caruana (4)         | 1:0 |
| Jan Nepomnjaschtschi (4½)   | Nicat Abasov (2)            | ½:½ |
| R. Praggnanandhaa (4)       | Alireza Firouzja (2½)       | ½:½ |
| Santosh Gujrathi Vidit (3½) | D. Gukesh (4)               | 0:1 |
| 9. Runde, 14. April 2024    |                             |     |
| Santosh Gujrathi Vidit (3½) | Hikaru Nakamura (4½)        | 1:0 |
| D. Gukesh (5)               | R. Praggnanandhaa (4½)      | ½:½ |
| Alireza Firouzja (3)        | Jan Nepomnjaschtschi (5)    | ½:½ |
| Nicat Abasov (2½)           | Fabiano Caruana (4)         | ½:½ |
| 10. Runde, 15. April 2024   |                             |     |
| Hikaru Nakamura (4½)        | Nicat Abasov (3)            | 1:0 |
| Fabiano Caruana (4½)        | Alireza Firouzja (3½)       | 1:0 |
| Jan Nepomnjaschtschi (5½)   | D. Gukesh (5½)              | ½:½ |
| R. Praggnanandhaa (5)       | Santosh Gujrathi Vidit (4½) | ½:½ |
| 11. Runde, 17. April 2024   |                             |     |
| R. Praggnanandhaa (5½)      | Hikaru Nakamura (5½)        | 0:1 |
| Santosh Gujrathi Vidit (5)  | Jan Nepomnjaschtschi (6)    | 0:1 |
| D. Gukesh (6)               | Fabiano Caruana (5½)        | ½:½ |
| Alireza Firouzja (3½)       | Nicat Abasov (3)            | 1:0 |
| 12. Runde, 18. April 2024   |                             |     |
| Hikaru Nakamura (6½)        | Alireza Firouzja (4½)       | 1:0 |
| Nicat Abasov (3)            | D. Gukesh (6½)              | 0:1 |
| Fabiano Caruana (6)         | Santosh Gujrathi Vidit (5)  | 1:0 |
| Jan Nepomnjaschtschi (7)    | R. Praggnanandhaa (5½)      | ½:½ |
| 13. Runde, 20. April 2024   |                             |     |
| Jan Nepomnjaschtschi (7½)   | Hikaru Nakamura (7½)        | ½:½ |
| R. Praggnanandhaa (6)       | Fabiano Caruana (7)         | 0:1 |
| Santosh Gujrathi Vidit (5)  | Nicat Abasov (3)            | ½:½ |
| D. Gukesh (7½)              | Alireza Firouzja (4½)       | 1:0 |
| 14. Runde, 21. April 2024   |                             |     |
| Hikaru Nakamura (8)         | D. Gukesh (8½)              | ½:½ |
| Alireza Firouzja (4½)       | Santosh Gujrathi Vidit (5½) | ½:½ |
| Nicat Abasov (3½)           | R. Praggnanandhaa (6)       | 0:1 |
| Fabiano Caruana (8)         | Jan Nepomnjaschtschi (8)    | ½:½ |

Von den insgesamt 56 Partien endeten 31 remis, 15 Mal gewann Weiß und 10 Mal Schwarz. Weiß erzielte 30½ von 56 Punkten (54 %), Schwarz 25½ Punkte (46 %).
14 der 25 entschiedenen Partien wurden in der Rückrunde gespielt.
Nepomnjaschtschi lag nach der Hinrunde in Führung und blieb als einziger Spieler im Turnier ungeschlagen. Nakamura gewann in der Rückrunde dreimal in Folge. Abasov blieb als einziger Spieler ohne Sieg.

### Kreuztabelle
| Platz | Spieler                | Punkte | SB  | + | =  | – | DG | HN | JN | FC | RP | SGV | AF | NA |
| ----- | ---------------------- | ------ | --- | - | -- | - | -- | -- | -- | -- | -- | --- | -- | -- |
| 1     | D. Gukesh              | 9      | 57  | 5 | 8  | 1 | —  | ½  | ½  | ½  | ½1 | ½1  | 10 | 1  |
| 2     | Hikaru Nakamura        | 8½     | 56  | 5 | 7  | 2 | ½  | —  | ½  | 1½ | ½1 | 0   | 1  | 1½ |
| 3     | Jan Nepomnjaschtschi   | 8½     | 56  | 3 | 11 | 0 | ½  | ½  | —  | ½  | ½  | 1   | 1½ | ½  |
| 4     | Fabiano Caruana        | 8½     | 54  | 4 | 9  | 1 | ½  | ½0 | ½  | —  | ½1 | 1½  | 1½ | 1½ |
| 5     | R. Praggnanandhaa      | 7      | 42½ | 3 | 8  | 3 | 0½ | 0½ | ½  | 0½ | —  | ½1  | ½  | 1  |
| 6     | Santosh Gujrathi Vidit | 6      | 40¼ | 3 | 6  | 5 | 0½ | 1  | 0  | ½0 | 0½ | —   | 1½ | ½  |
| 7     | Alireza Firouzja       | 5      | 32¾ | 2 | 6  | 6 | 10 | 0  | ½0 | ½0 | ½  | ½0  | —  | 1½ |
| 8     | Nicat Abasov           | 3½     | 25½ | 0 | 7  | 7 | 0  | ½0 | ½  | ½0 | 0  | ½   | ½0 | —  |